# Yohimbin
Yohimbin, även känd som quebrachin, är en kemisk förening som fungerar som en selektiv alfa2-receptorantagonist. Ämnet används för att dilatera pupillen i ögat och har tidigare använts mot erektil dysfunktion. Yohimbin är en alkaloid som hittas i det västafrikanska trädet Pausinystalia yohimbe, men även från barken på det obesläktade sydamerikanska trädet Aspidosperma quebracho-blanco. Yohimbin har använts i en mängd olika forskningsprojekt. Det är ett veterinärmedicinskt läkemedel som används för att vända sedering hos hundar och rådjur.
Medan yohimbin beter sig som ett afrodisiakum hos vissa däggdjur, gör det inte det hos människor. Det har ordinerats som en behandling för erektil dysfunktion, även om dess rapporterade kliniska fördelar var blygsamma och det har i stort sett ersatts av PDE5-hämmarklassen av läkemedel. Ämnen som har påståtts vara extrakt från yohimbeträdet har marknadsförts som kosttillskott för olika ändamål, men de innehåller mycket varierande mängder yohimbin, om någon alls. Inga publicerade vetenskapliga bevis stöder deras effektivitet.

## Användning

### Yohimbin och yohimbe
Yohimbine ska inte förväxlas med yohimbe men så sker ofta. 
Yohimbe är det vanliga engelska namnet för trädarten P. johimbe (även kallad Corynanthe johimbe) och, i förlängningen, namnet på ett medicinskt preparat gjord av barken från det trädet, som säljs som afrodisiakum. Yohimbin däremot är en ren alkaloid som kan isoleras från yohimbebark.
Yohimbin är en av minst 55 indolalkaloider som har isolerats från barken och även om den har beskrivits som den mest aktiva av dessa, utgör den endast 15 procent av den totala alkaloidhalten. Andra är rauwolscin, corynantin och ajmalicin. Barken innehåller också ickealkaloider som praktiskt taget ingenting är känt om. 
Yohimbe, alltså en komplex blandning, har studerats mycket mindre noggrant än yohimbin, den rena föreningen. Yohimbin av farmaceutisk kvalitet presenteras vanligtvis som hydrokloriden,:3,14,34 som är mer löslig.

### Yohimbin och kosttillskott
I USA säljs "yohimbe"-preparat som kosttillskott för att öka libido, för viktminskning och som hjälpmedel för bodybuilding, men "Det finns emellertid praktiskt taget ingen publicerad forskning om yohimbe som stödjer dessa eller några andra påståenden".:861  Ofta hävdas uttrycklingen att produkterna  innehåller yohim bine.
Cohen et al. fann att märken som säljs i amerikanska brick and mortar-butiker innehöll mycket varierande mängder yohimbin, och ibland ingen alls.:368  Märkningen var ofta missvisande.:368 Liknande resultat har rapporterats av andra laboratorier för produkter som säljs i USA, i andra länder och på internet.
En studie fann att många "yohimbe"-preparat eventuellt inte i första hand härrör från P. johimbeträdet. Enligt en annan källa är den yohimbe som säljs på marknader i Västafrika, där trädet växer, ofta uppblandat med andra arter av släktet Pausinystalia som innehåller lite yohimbin. 
Mängderna av alkaloid i äkta P. johimbebark varierar avsevärt, beroende på varifrån barken kommer (rötter, stam, grenar, höjd, etc.).
På grund av bristen på tillförlitliga vetenskapliga data om yohimbe, fastställde Europeiska myndigheten för livsmedelssäkerhetspanel för livsmedelstillsatser (EFSA) att det inte var möjligt att dra slutsatser om dess säkerhet eller att fastställa ett hälsobaserat vägledande värde.:38

## Extrakt och kemi
Yohimbe (Pausinystalia johimbe) är ett träd som växer i västra och centrala Afrika. Yohimbin namngavs 1896 av Adolph Spiegel som ursprungligen extraherat från barken av yohimbe. År 1943 föreslog Witkop den korrekta konstitutionen av yohimbin. Femton år senare använde ett team ledd av Eugene van Tamelen en 23-stegs syntes för att bli de första personerna att uppnå syntesen av yohimbin.

## Biverkningar
Biverkningar av yohimbin hos människor vid höga doser är  hypertoni (högt blodtryck), takykardi (snabb hjärtfrekvens), psykomotorisk agitation, hyperalertness, ångest och ökad urineringsfrekvens.

## Doping
Det fanns ett fall i World Anti-Doping Agency praxis 2007, när en idrottare, som enligt uppgift konsumerade yohimbin före ett givet idrottsevenemang, senare testades positivt för 19-norandrosteron, vilket är ett förbjudet ämne. Emellertid hade WADA då ännu inte listat Yohimbin (som kan komma in i en kropp via en energidryck, även i en form av pre-workout-tillskott eller fettförbrännare) som ett förbjudet ämne, och angav inte heller att dess användning kan öka den endogena nivån av anabola steroider, särskilt av 19-norandrostenedion och testosteron.